# Мошинец, Владимир Гаврилович
Мошинец, Владимир Гаврилович — советский строитель, Герой Социалистического Труда.

## Биография
Родился в 1918 году. В июне 1941 года закончил Харьковский инженерно-строительный институт. С 1941 по 1942 работал в Новосибирске. С 1942 года работает в Новокузнецке прорабом на предприятиях: СУ-1, Сталинскопромстрой, Сибметаллургстрой. С 1967 по 1978 годы — начальник предприятия Сибметаллургстрой Министерства строительства предприятий тяжёлой индустрии СССР. В 1974 году получил звание Героя Социалистического Труда за успешное строительство первой очереди ККЦ-2 ЗСМК. Умер в 1982 году в Новокузнецке.

## Награды
- 2 Ордена Трудового Красного знамени (1962), (1965);
- 2 Ордена Ленина (1970), (1974);
- Орден Знак Почёта;
- Медаль За трудовую доблесть (1945);
- Медаль За трудовое отличие (1953) ;
- Медаль За освоение целинных земель